# Cravanzana
Cravanzana (piemontiul: Cravansan-a) település Olaszországban, Piemont régióban, Cuneo megyében. Lakosainak száma 364 fő (2023. január 1.). Cravanzana Arguello, Bosia, Cerretto Langhe, Feisoglio, Lequio Berria és Torre Bormida községekkel határos.

## Népesség
A település lakossága az elmúlt években az alábbi módon változott:
| Lakosok száma | 387  | 384  | 364  |
|               | 2017 | 2018 | 2023 |